# هاريسون كينيدي
هاريسون كينيدي (بالإنجليزية: Harrison Kennedy)‏ (و. 1945 – م) هو موسيقي، من كندا، ولد في هاميلتون.

## روابط خارجية
- هاريسون كينيدي على موقع IMDb (الإنجليزية)
- هاريسون كينيدي على موقع أول ميوزيك (الإنجليزية)
- هاريسون كينيدي على موقع ديسكوغز (الإنجليزية)